# Таловка (Белокалитвинский район)
Таловка — хутор в Белокалитвинском районе Ростовской области.
Входит в состав Ильинского сельского поселения.

## Население
| 1989 | 2002 | 2010 |
| ---- | ---- | ---- |
| 52   | ↘47  | ↘41  |

## Улицы
На хуторе имеется одна улица: Таловская.